# Bambi
Bambi és una pel·lícula d'animació estatunidenca de 1942, dirigida per David Hand i produïda per Walt Disney. Està basada en el llibre Bambi, ein Leben im Walde (Bambi, una vida als boscos), de l'escriptor austríac Felix Salten. En 2006 es va estrenar una seqüela publicada directament en vídeo anomenada Bambi II.

## Argument
Bambi és la història d'un cervatell contada des de la seva visió dels fets, el que ens transporta al seu món i vida. Amb els seus amics, com Thumper el conill, Flower la mofeta, i la seva futura parella Faline, descobrirà sàvies lliçons amb la seva mare sobre l'amor i la vida fins que la perd per culpa d'uns caçadors. En Bambi, després de la pèrdua de la seva mare, se'n va a viure amb el seu pare, The Great Prince of the Forest. Passa el temps i en Bambi es converteix en un cérvol jove i fort, que haurà de lluitar per l'amor de la seva vida i enfrontar-se al seu principal enemic, l'home. El perill que representa l'home, l'aprèn de The Great Prince of the Forest, i per experiències com la pèrdua de la seva mare.

## Producció
La seva producció sorgeix com un mitjà per oblidar els temps que enfrontaven els Estats Units en trobar-se en ple auge de la Segona Guerra Mundial. En Bambi, les referències a la guerra són bàsicament insinuacions, però cal recordar que, en aquell temps, la companyia Disney col·laborava amb el govern i l'exèrcit estatunidencs des de posar a disposició estudis i recursos tècnics fins a la producció de propaganda militar i la conscienciació social mitjançant els guions de les seves pel·lícules.
Bambi, com cap de les primeres cinc pel·lícules de Disney a excepció de La Blancaneu i els set nans, no va començar recaptant grans sumes de diners. De fet, sols va recaptar 1,64 milions de dòlars en l'estrena original al cinema, sense cobrir el cost total de producció de 1,7 milions de dòlars.
Cal destacar que la versió animada de la història supleix a diversos personatges de la novel·la o conte, tals com Gobo, Karus, Ronno, El Senyor Llebre i fins i tot omet certes incursions i trobades amb l'Home. D'altra banda s'afegiren personatges carismàtics com Flower i Thumper.

## Banda sonora[calcitació]
La música de Bambi va ser composta per Edward H. Plumb, el qual va comptar amb alguns col·laboradors en diversos temes: 
- Twitterpated - Robert Sour, Henry Manners i Helen Bliss
- Thumper Song - Robert Sour, Henry Manners i Helen Bliss
- Love Is a Song - Frank Churchill i Larry Morey
- I Bring You a Song - Frank Churchill i Larry Morey
- Little April Shower - Frank Churchill i Larry Morey
- Let's Sing a Gay Little Spring Song - Frank Churchill i Larry Morey

## Premis i nominacions
Premis
- Globus d'Or, Premi Especial (1948)[4]
- Genesis Award: Feature Film - Classic (1988)[cal citació]

Nominacions
- Oscar a la millor banda sonora
- Oscar a la millor cançó original
- Oscar al millor so